# Камызино
Камызино – село в Красненском районе Белгородской области. Центр Камызинского сельского поселения.

## География
Камызино расположено в лесостепной зоне, на юге Красненского района. Через село проходит дорога регионального значения 14К-10 (Валуйки-Алексеевка-Красное).

## История

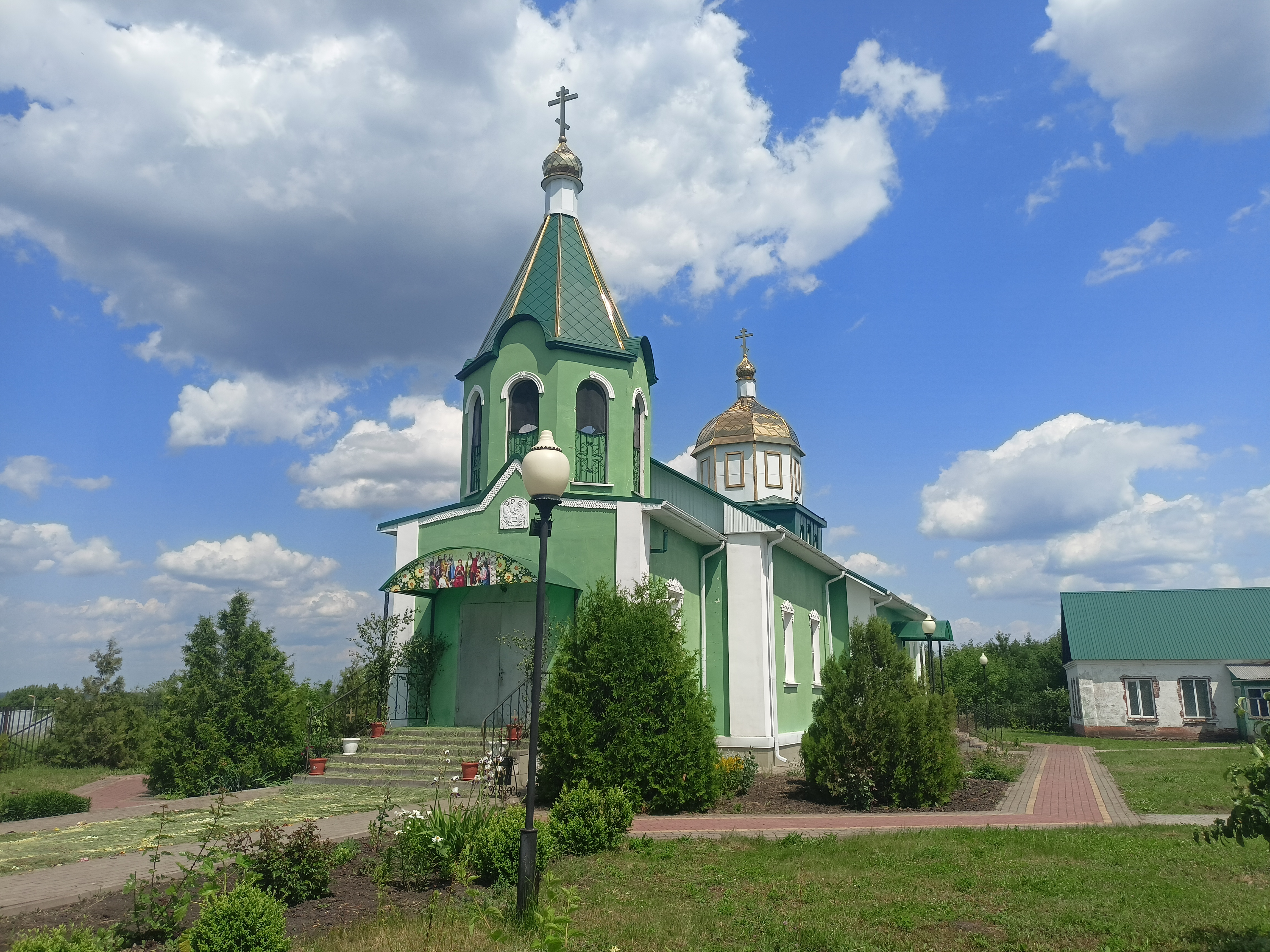
Свято-Духовский Храм

В начале XVIII века, по приказу из Москвы, 11 семей «детей боярских» переселились из города-крепости Усерд на новое место. Главным среди переселенцев был Зиновий Камызин. Его фамилия и закрепилась в названии нового села.
В 1875 году в селе построили деревянную однопрестольную Свято-Духовскую церковь. 28 февраля 1885 года в церковной сторожке Камызино была открыта школа грамоты, где обучалось 33 мальчика.
С июля 1928 года Камызино — центр Камызинского сельсовета в Алексеевском районе. С 1935 года Камызино — центр сельсовета в только что образованном Уколовском районе (в 1957 году переименован в Красненский).
В 1948 году произошло объединение Ураковского и Камызинского сельских советов в единый Камызинский сельсовет.
В 1997 году Камызино — центр Камызинского сельского округа, в который входили также сёла Веретенниково и Ураково. 1 января 2006 года возникло Камызинское сельское поселение вследствие реорганизации Камызинского сельского округа.

## Население
В 1859 году Камызино насчитывало 102 двора, 888 жителей. В 1925 году в селе было 244 двора, 1299 жителей.

В 1979 году в Камызино было 1693 жителя., в 1989 году — 1392 человека.
| 1859 | 1897  | 2002  | 2010 |
| ---- | ----- | ----- | ---- |
| 888  | ↗1295 | ↘1169 | ↘960 |